# Roger Bracke
Roger Bracke (17 de marzo de 1913 - 1993) fue un escultor, dibujante y acuarelista belga.

## Trayectoria
Estudió en la Academia de Gante.  En 1949 se convirtió en profesor de dibujo en el Lokeren Atheneum.  Más tarde se convirtió en escultor, esculpiendo muchos monumentos públicos. Entre sus obras se encuentran el monumento de piedra azul En la tierra de los ciegos, el tuerto es rey en el parque provincial Puyenbroeck, Wachtebeke (1976), y el Monumento a la paz, ubicado frente a la estación de tren de Lokeren.
Murió en 1993, a los 80 años. 

## Premios y distinciones
Bracke ganó el Prijs Groenruimte de 1961 y fue nombrado miembro honorario de la Accademia Internazionale Tommaso Campanella en Roma. 

## Galería

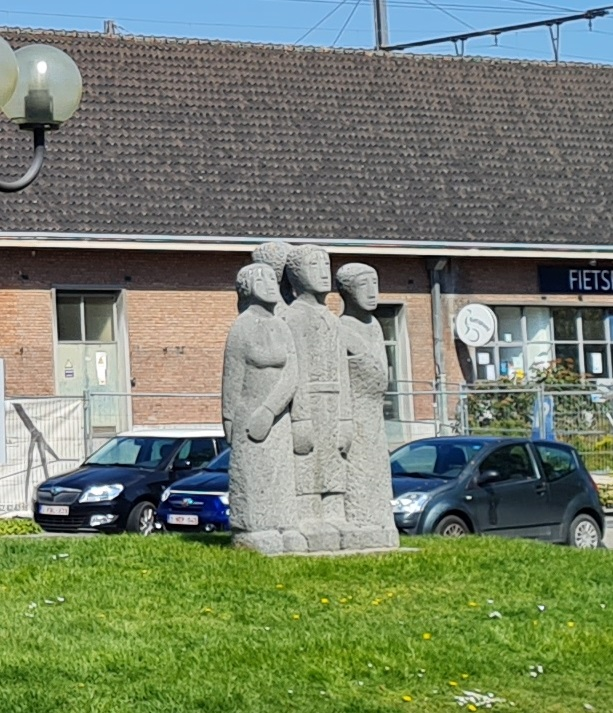
Monumento a la paz, ubicado frente a la estación de tren de Lokeren